# Universidad Nacional del Callao
Die Universidad Nacional del Callao ist eine peruanische Universität im Bezirk Bellavista. Diese wurde am 2. September 1966 unter dem Namen Universidad Nacional Técnica del Callao (UNATEC) gegründet.
Es gibt elf Fakultäten:
- Facultad de Ingeniería Eléctrica y Electrónica
- Facultad de Ingeniería Industrial y de Sistemas
- Facultad de Ingeniería Química
- Facultad de Ingeniería Mecánica y Energía
- Facultad de Ingeniería Pesquera y de Alimentos
- Facultad de Ciencias Administrativas
- Facultad de Ciencias Económicas
- Facultad de Ciencias Contables (Dr. Carlos Enrique Hurtado Criado)
- Facultad de Ciencias Naturales y Matemática
- Facultad de Ingeniería Ambiental y Recursos Naturales
- Facultad de Ciencias de la Salud